# تي. أي. بارون
تي. أي. بارون (بالإنجليزية: T. A. Barron)‏‏ (26 مارس 1952 في بوسطن - )؛ كاتب، وروائي، وكاتب للأطفال من الولايات المتحدة.

## الجوائز
- منحة رودس

## روابط خارجية
- تي. أي. بارون على موقع IMDb (الإنجليزية)
- تي. أي. بارون على موقع ميوزك برينز (الإنجليزية)
- تي. أي. بارون على موقع ديسكوغز (الإنجليزية)